# إيمي ديورزين
إيمي فان ديورزين (بالإنجليزية: Emmy van Deurzen)‏ من مواليد 13 ديسمبر 1951 في لاهاي، هولندا. هي معالج وجودي. طورت العلاج الفلسفي القائم على الظواهر الوجودية. ولدت فان ديورزين ونشأت في هولندا، ثم ذهبت إلى فرنسا للدراسة، حيث حصلت على درجة الماجستير، وكتبت أطروحتها حول الظواهر والطب النفسي.

## رابط خارجي
- الموقع الرسمي